# Mohamed Ghenima
Mohamed Ghenima (arabe : محمد غنيمة), né le 15 mai 1929 à Akouda et mort le 10 septembre 2010 à Tunis, est un économiste et homme politique tunisien.

## Biographie
En parallèle à ses études supérieures en droit, il milite au sein du mouvement nationaliste dès 1949, dans les rangs du Néo-Destour. Après l'indépendance, il occupe plusieurs responsabilités politiques, parmi lesquelles celle de membre du bureau politique du Parti socialiste destourien.
Mohamed Ghenima est nommé président du Conseil économique et social, ainsi que président-directeur général de la Banque nationale de Tunisie, une première fois de 1968 à 1971 et une deuxième de 1981 à 1989. Il occupe entretemps le poste de gouverneur de la Banque centrale de Tunisie de 1972 à 1980.
Il est ensuite nommé ministre-conseiller auprès du président de la République, Zine el-Abidine Ben Ali, poste qu'il occupe de 1990 à 2000 ; il y est responsable du pôle économique et financier. Il est également membre du comité central de son parti, le Rassemblement constitutionnel démocratique.
Il est par ailleurs officier de l'Ordre du 7-Novembre et grand cordon de l'Ordre de l'Indépendance et de l'Ordre de la République.
Mort le 10 septembre 2010, il est inhumé le lendemain au cimetière du Djellaz à Tunis. Abdallah Kallel, président de la Chambre des conseillers, prononce l'oraison funèbre.